# Jablana
Ta članek opisuje sadno drevo. Za naselje v občini Zagorje ob Savi glej Jablana, Zagorje ob Savi.
Jablana (znanstveno ime Malus domestica) je sadno drevo, na katerem uspevajo jabolka. Lahko jih gojijo v sadovnjakih ponekod pa uspevajo same. Cveti spomladi. Obstajaja več vrst jabolk.